# Bourg-en-Bresse (quận)
Quận Bourg-en-Bresse là một quận của Pháp, nằm ở tỉnh Ain, trong vùng Rhône-Alpes. Quận này có 24 tổng và 219 xã.

## Các đơn vị hành chính

### Các tổng
Các tổng của quận Bourg-en-Bresse là: 
1. Bâgé-le-Châtel
2. Bourg-en-Bresse-Est
3. Bourg-en-Bresse-Nord-Centre
4. Bourg-en-Bresse-Sud
5. Ceyzériat
6. Chalamont
7. Châtillon-sur-Chalaronne
8. Coligny
9. Meximieux
10. Miribel
11. Montluel
12. Montrevel-en-Bresse
13. Péronnas
14. Pont-d'Ain
15. Pont-de-Vaux
16. Pont-de-Veyle
17. Reyrieux
18. Saint-Trivier-de-Courtes
19. Saint-Trivier-sur-Moignans
20. Thoissey
21. Treffort-Cuisiat
22. Trévoux
23. Villars-les-Dombes
24. Viriat

### Các xã
Các xã của quận Bourg-en-Bresse, và mã INSEE là: 
| 1. Ambérieux-en-Dombes (01005)           | 2. Arbigny (01016)                      | 3. Ars-sur-Formans (01021)                | 4. Asnières-sur-Saône (01023)            |
| 5. Attignat (01024)                      | 6. Balan (01027)                        | 7. Baneins (01028)                        | 8. Beaupont (01029)                      |
| 9. Beauregard (01030)                    | 10. Bey (01042)                         | 11. Beynost (01043)                       | 12. Birieux (01045)                      |
| 13. Biziat (01046)                       | 14. Bohas-Meyriat-Rignat (01245)        | 15. Boissey (01050)                       | 16. Bouligneux (01052)                   |
| 17. Bourg-Saint-Christophe (01054)       | 18. Bourg-en-Bresse (01053)             | 19. Boz (01057)                           | 20. Bressolles (01062)                   |
| 21. Buellas (01065)                      | 22. Bâgé-la-Ville (01025)               | 23. Bâgé-le-Châtel (01026)                | 24. Béligneux (01032)                    |
| 25. Bény (01038)                         | 26. Béréziat (01040)                    | 27. Certines (01069)                      | 28. Ceyzériat (01072)                    |
| 29. Chalamont (01074)                    | 30. Chaleins (01075)                    | 31. Chaneins (01083)                      | 32. Chanoz-Châtenay (01084)              |
| 33. Charnoz-sur-Ain (01088)              | 34. Chavannes-sur-Reyssouze (01094)     | 35. Chavannes-sur-Suran (01095)           | 36. Chaveyriat (01096)                   |
| 37. Chevroux (01102)                     | 38. Châtenay (01090)                    | 39. Châtillon-la-Palud (01092)            | 40. Châtillon-sur-Chalaronne (01093)     |
| 41. Civrieux (01105)                     | 42. Cize (01106)                        | 43. Coligny (01108)                       | 44. Condeissiat (01113)                  |
| 45. Confrançon (01115)                   | 46. Cormoranche-sur-Saône (01123)       | 47. Cormoz (01124)                        | 48. Corveissiat (01125)                  |
| 49. Courmangoux (01127)                  | 50. Courtes (01128)                     | 51. Crans (01129)                         | 52. Cras-sur-Reyssouze (01130)           |
| 53. Crottet (01134)                      | 54. Cruzilles-lès-Mépillat (01136)      | 55. Curciat-Dongalon (01139)              | 56. Curtafond (01140)                    |
| 57. Dagneux (01142)                      | 58. Dommartin (01144)                   | 59. Dompierre-sur-Chalaronne (01146)      | 60. Dompierre-sur-Veyle (01145)          |
| 61. Domsure (01147)                      | 62. Drom (01150)                        | 63. Druillat (01151)                      | 64. Faramans (01156)                     |
| 65. Fareins (01157)                      | 66. Feillens (01159)                    | 67. Foissiat (01163)                      | 68. Francheleins (01165)                 |
| 69. Frans (01166)                        | 70. Garnerans (01167)                   | 71. Genouilleux (01169)                   | 72. Germagnat (01172)                    |
| 73. Gorrevod (01175)                     | 74. Grand-Corent (01177)                | 75. Grièges (01179)                       | 76. Guéreins (01183)                     |
| 77. Hautecourt-Romanèche (01184)         | 78. Illiat (01188)                      | 79. Jassans-Riottier (01194)              | 80. Jasseron (01195)                     |
| 81. Jayat (01196)                        | 82. Journans (01197)                    | 83. Joyeux (01198)                        | 84. L'Abergement-Clémenciat (01001)      |
| 85. La Boisse (01049)                    | 86. La Chapelle-du-Châtelard (01085)    | 87. La Tranclière (01425)                 | 88. Laiz (01203)                         |
| 89. Lapeyrouse (01207)                   | 90. Le Montellier (01260)               | 91. Le Plantay (01299)                    | 92. Lent (01211)                         |
| 93. Lescheroux (01212)                   | 94. Lurcy (01225)                       | 95. Malafretaz (01229)                    | 96. Mantenay-Montlin (01230)             |
| 97. Manziat (01231)                      | 98. Marboz (01232)                      | 99. Marlieux (01235)                      | 100. Marsonnas (01236)                   |
| 101. Massieux (01238)                    | 102. Meillonnas (01241)                 | 103. Messimy-sur-Saône (01243)            | 104. Meximieux (01244)                   |
| 105. Mionnay (01248)                     | 106. Miribel (01249)                    | 107. Misérieux (01250)                    | 108. Mogneneins (01252)                  |
| 109. Montagnat (01254)                   | 110. Montceaux (01258)                  | 111. Montcet (01259)                      | 112. Monthieux (01261)                   |
| 113. Montluel (01262)                    | 114. Montmerle-sur-Saône (01263)        | 115. Montracol (01264)                    | 116. Montrevel-en-Bresse (01266)         |
| 117. Mézériat (01246)                    | 118. Neuville-les-Dames (01272)         | 119. Neuville-sur-Ain (01273)             | 120. Neyron (01275)                      |
| 121. Niévroz (01276)                     | 122. Ozan (01284)                       | 123. Parcieux (01285)                     | 124. Perrex (01291)                      |
| 125. Peyzieux-sur-Saône (01295)          | 126. Pirajoux (01296)                   | 127. Pizay (01297)                        | 128. Polliat (01301)                     |
| 129. Pont-d'Ain (01304)                  | 130. Pont-de-Vaux (01305)               | 131. Pont-de-Veyle (01306)                | 132. Pouillat (01309)                    |
| 133. Pressiat (01312)                    | 134. Priay (01314)                      | 135. Péronnas (01289)                     | 136. Pérouges (01290)                    |
| 137. Ramasse (01317)                     | 138. Rancé (01318)                      | 139. Relevant (01319)                     | 140. Replonges (01320)                   |
| 141. Revonnas (01321)                    | 142. Reyrieux (01322)                   | 143. Reyssouze (01323)                    | 144. Rignieux-le-Franc (01325)           |
| 145. Romans (01328)                      | 146. Saint-André-d'Huiriat (01334)      | 147. Saint-André-de-Bâgé (01332)          | 148. Saint-André-de-Corcy (01333)        |
| 149. Saint-André-le-Bouchoux (01335)     | 150. Saint-André-sur-Vieux-Jonc (01336) | 151. Saint-Bernard (01339)                | 152. Saint-Bénigne (01337)               |
| 153. Saint-Cyr-sur-Menthon (01343)       | 154. Saint-Denis-lès-Bourg (01344)      | 155. Saint-Didier-d'Aussiat (01346)       | 156. Saint-Didier-de-Formans (01347)     |
| 157. Saint-Didier-sur-Chalaronne (01348) | 158. Saint-Genis-sur-Menthon (01355)    | 159. Saint-Georges-sur-Renon (01356)      | 160. Saint-Germain-sur-Renon (01359)     |
| 161. Saint-Jean-de-Niost (01361)         | 162. Saint-Jean-de-Thurigneux (01362)   | 163. Saint-Jean-sur-Reyssouze (01364)     | 164. Saint-Jean-sur-Veyle (01365)        |
| 165. Saint-Julien-sur-Reyssouze (01367)  | 166. Saint-Julien-sur-Veyle (01368)     | 167. Saint-Just (01369)                   | 168. Saint-Laurent-sur-Saône (01370)     |
| 169. Saint-Marcel (01371)                | 170. Saint-Martin-du-Mont (01374)       | 171. Saint-Martin-le-Châtel (01375)       | 172. Saint-Maurice-de-Beynost (01376)    |
| 173. Saint-Maurice-de-Gourdans (01378)   | 174. Saint-Nizier-le-Bouchoux (01380)   | 175. Saint-Nizier-le-Désert (01381)       | 176. Saint-Paul-de-Varax (01383)         |
| 177. Saint-Rémy (01385)                  | 178. Saint-Sulpice (01387)              | 179. Saint-Trivier-de-Courtes (01388)     | 180. Saint-Trivier-sur-Moignans (01389)  |
| 181. Saint-Éloi (01349)                  | 182. Saint-Étienne-du-Bois (01350)      | 183. Saint-Étienne-sur-Chalaronne (01351) | 184. Saint-Étienne-sur-Reyssouze (01352) |
| 185. Sainte-Croix (01342)                | 186. Sainte-Euphémie (01353)            | 187. Sainte-Olive (01382)                 | 188. Salavre (01391)                     |
| 189. Sandrans (01393)                    | 190. Savigneux (01398)                  | 191. Sermoyer (01402)                     | 192. Servas (01405)                      |
| 193. Servignat (01406)                   | 194. Simandre-sur-Suran (01408)         | 195. Sulignat (01412)                     | 196. Thil (01418)                        |
| 197. Thoissey (01420)                    | 198. Tossiat (01422)                    | 199. Toussieux (01423)                    | 200. Tramoyes (01424)                    |
| 201. Treffort-Cuisiat (01426)            | 202. Trévoux (01427)                    | 203. Valeins (01428)                      | 204. Vandeins (01429)                    |
| 205. Varambon (01430)                    | 206. Verjon (01432)                     | 207. Vernoux (01433)                      | 208. Versailleux (01434)                 |
| 209. Vescours (01437)                    | 210. Villars-les-Dombes (01443)         | 211. Villemotier (01445)                  | 212. Villeneuve (01446)                  |
| 213. Villereversure (01447)              | 214. Villette-sur-Ain (01449)           | 215. Villieu-Loyes-Mollon (01450)         | 216. Viriat (01451)                      |
| 217. Vonnas (01457)                      | 218. Vésines (01439)                    | 219. Étrez (01154)                        |                                          |